# Ipomoea aquatica
La Ipomoea aquatica (llamada akankong, seri, también cancón o kangkong en el español filipino)  es una hierba anual perteneciente al género Ipomoea.  Se encuentra en zonas tropicales y subtropicales. Requiere un clima cálido y húmedo para su desarrollo, ya que no puede sobrevivir a las heladas.

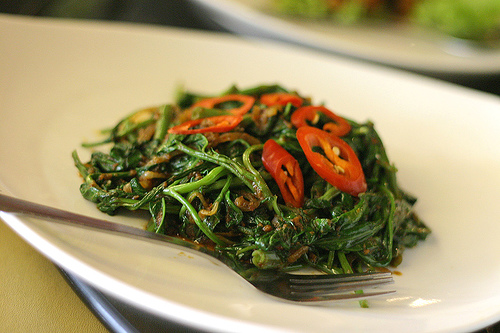
Un plato de Kangkong.

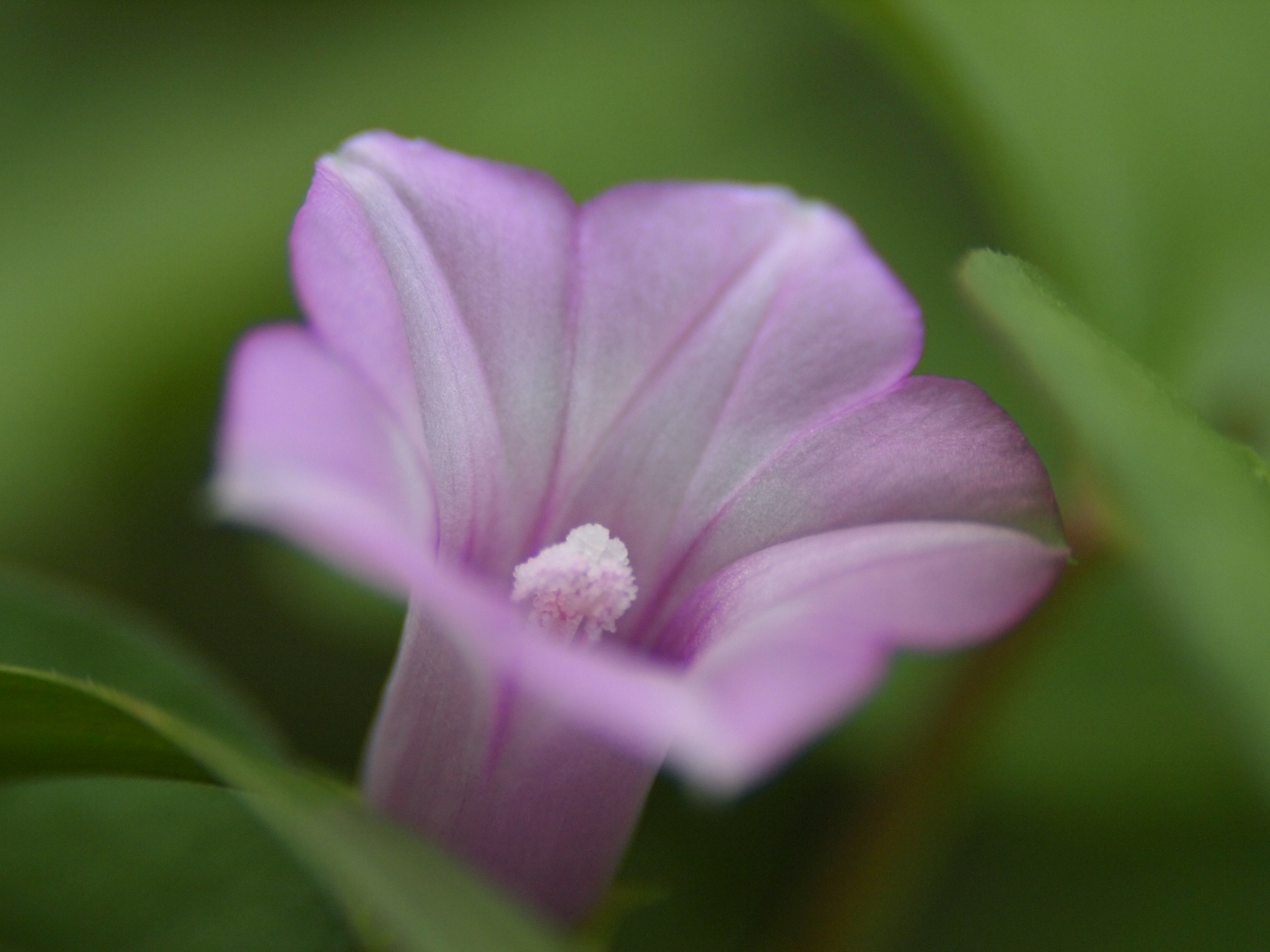
Detalle de la flor.

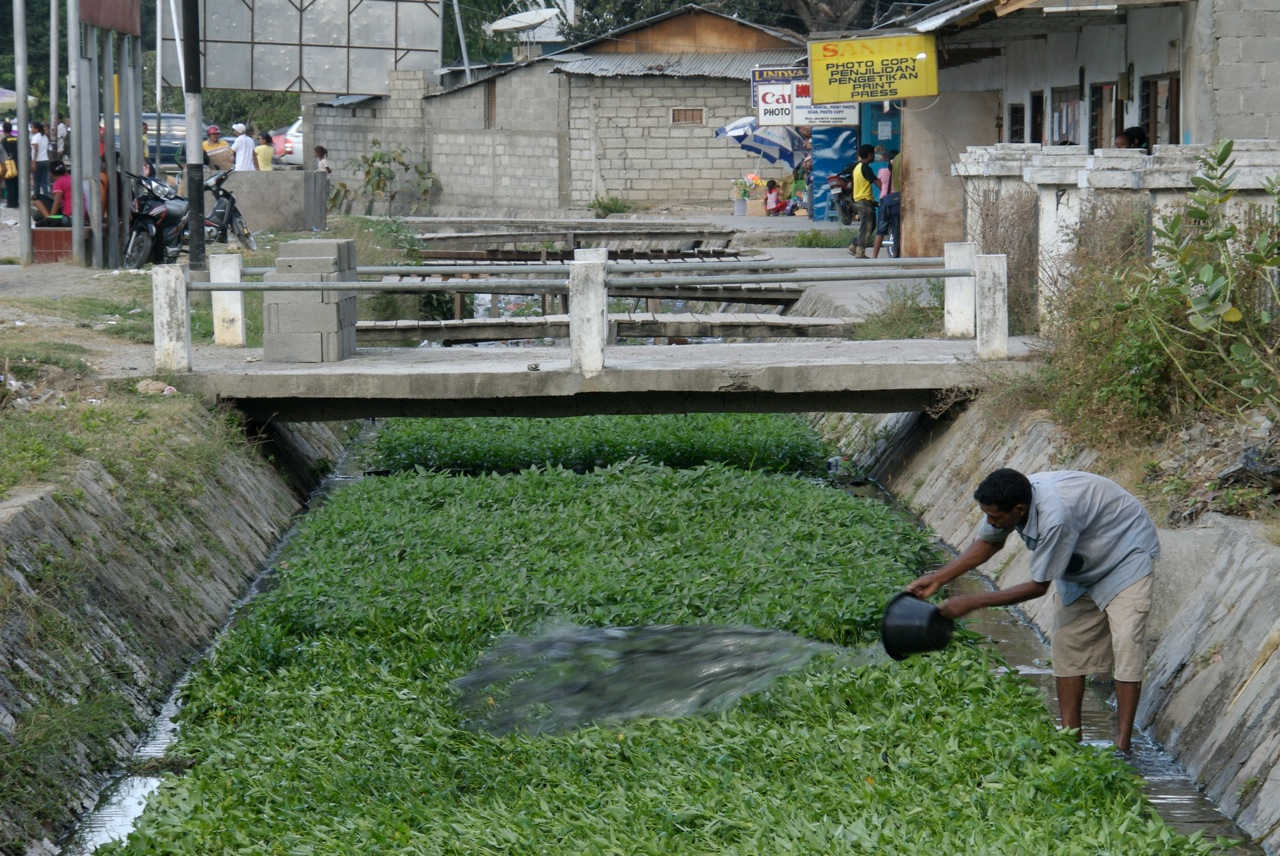
Cultivo de Ipomoea aquatica en una zanja en Dili.

## Descripción
I. aquatica crece en el agua o en terreno húmedo. Sus tallos miden de 2 a 3 m de largo o más, echando raíces en los nodos, y son huecos y flotan. Las hojas varían desde sagitadas típicas (en forma de punta de flecha) a lanceoladas, de 5 a 15 cm de largo y  de 2 a 8 cm de ancho. Las flores con forma de trompeta, miden 3 a 5 cm de diámetro, por lo general de color blanco con un centro malva.  Las flores pueden formar frutos con semillas que se pueden utilizar para plantar. 

## Usos
Es una planta tradicionalmente utilizada para consumo humano, y cuenta con un alto contenido de vitamina A y hierro. En China, Oceanía y el sudeste asiático, los tallos y hojas tiernas se incorporan a la dieta, en forma de verdura servida en ensaladas y sopas. Las hojas más duras también se aprovechan como forraje para cerdos.

## Taxonomía
Ipomoea aquatica fue descrita por Peter Forsskål y publicado en Flora Aegyptiaco-Arabica 44. 1775.
Etimología
Ver: Ipomoea
aquatica: epíteto latíno que significa "en el agua"
Sinonimia
- Ipomoea natans Dinter & Suess.
- Ipomoea repens Roth
- Ipomoea reptans Poir.
- Ipomoea sagittifolia Hochr.
- Ipomoea subdentata Miq.[6]